# Liste der Biografien/Cw
Liste der Biografien |
Portal Biografien |
Personensuche
# |
A |
B |
C |
D |
E |
F |
G |
H |
I |
J |
K |
L |
M |
N |
O |
P |
Q |
R |
S |
T |
U |
V |
W |
X |
Y |
Z |
?
 
Ca |
Cb |
Cc |
Ce |
Ch |
Ci |
Cj |
Ck |
Cl |
Cm |
Cn |
Co |
Cr |
Cs |
Ct |
Cu |
Cv |
Cw |
Cy |
Cz
Die Liste der Biografien führt alle Personen auf, die in der deutschsprachigen Wikipedia einen Artikel haben. Dieses ist eine Teilliste mit 17 Einträgen von Personen, deren Namen mit den Buchstaben „Cw“ beginnt.

## Cw

### Cwa
- Cwalina, Adam (* 1985), polnischer Badmintonspieler
- Cwalina, Krzysztof (* 1971), polnischer Schwimmer

### Cwe
- Cwele, Siyabonga (* 1957), südafrikanischer Politiker

### Cwi
- Ćwiąkalski, Zbigniew (* 1950), polnischer Politiker, Professor für Rechtswissenschaft
- Cwichelm, Bischof von Rochester
- Cwichelm († 636), Regent von Wessex
- Ćwiek, Jakub (* 1982), polnischer Fantasy-Schriftsteller
- Cwielag, Peter (* 1951), deutscher Schauspieler und Theaterregisseur
- Ćwielong, Piotr (* 1986), polnischer Fußballspieler
- Ćwierczakiewiczowa, Lucyna (1829–1901), polnische Schriftstellerin und Kochbuchautorin
- Ćwierz, Andrzej (* 1947), polnischer Politiker, Mitglied des Sejm
- Cwik, Christian (* 1970), österreichischer HistorikerChristian Cwik (* 1970)

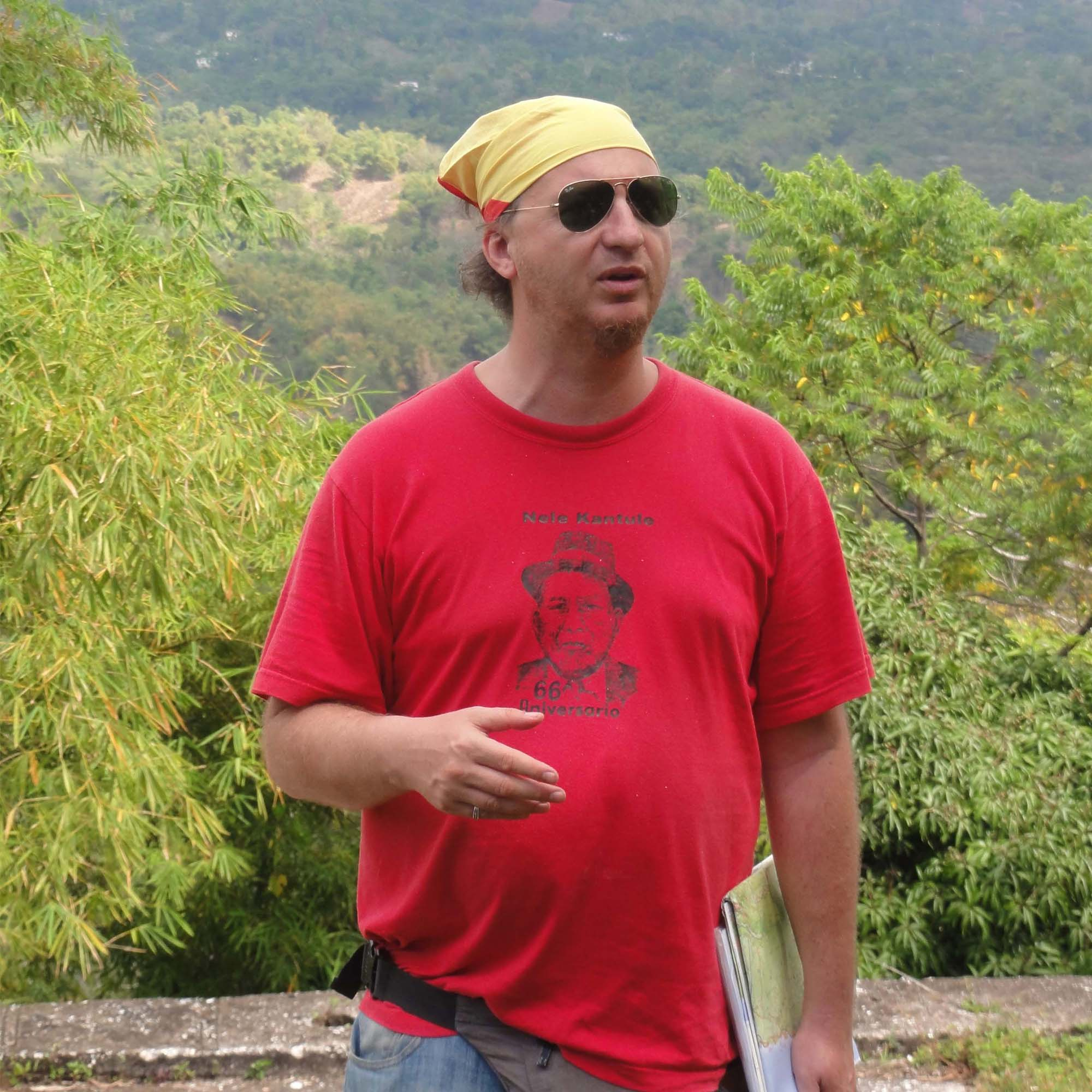
Christian Cwik (* 1970)

- Cwik, Joel (* 2006), deutsch-polnischer Basketballspieler
- Ćwiklińska, Mieczysława (1879–1972), polnische Schauspielerin
- Cwiklinski, Stanley (* 1943), US-amerikanischer Ruderer

### Cwo
- Cwojdrak, Günther (1923–1991), deutscher Publizist
- Cwojdzinska, Selma (* 1888), deutsche Journalistin, Schriftstellerin und Kommunalpolitikerin